# Draudtia revellata
Draudtia revellata är en fjärilsart som beskrevs av Barnes och Benjamin 1924. Draudtia revellata ingår i släktet Draudtia och familjen nattflyn. Inga underarter finns listade i Catalogue of Life.